# Österrike i olympiska vinterspelen 1998
Österrike deltog i olympiska vinterspelen 1998. Österrikes trupp bestod av 96 idrottare varav 73 män och 23 kvinnor. Den yngsta av Österrikes deltagare var Julia Lautowa (16 år och 137 dagar) och den äldsta var Alois Stadlober (35 år och 318 dagar).

## Medaljer

### Guld
- Alpin skidåkning
  - Super-G herrar: Hermann Maier
  - Storslalom herrar: Hermann Maier
  - Kombination herrar: Mario Reiter

### Silver
- Alpin skidåkning
  - Super-G herrar: Hans Knauß
  - Storslalom herrar: Stephan Eberharter
  - Super-G damer: Michaela Dorfmeister
  - Storslalom damer: Alexandra Meissnitzer

- Längdskidor
  - 10 km herrar: Markus Gandler

### Brons
- Alpin skidåkning
  - Störtlopp herrar: Hannes Trinkl
  - Slalom herrar: Thomas Sykora
  - Kombinerad herrar: Christian Mayer
  - Super-G damer: Alexandra Meissnitzer

- Längdskidor
  - 50 km herrar: Christian Hoffmann

- Rodel
  - Singel damer: Angelika Neuner

- Backhoppning
  - Normal backe: Andreas Widhölzl
  - Lag: Reinhard Schwarzenberger, Martin Höllwarth, Stefan Horngacher och Andreas Widhölzl

- Snowboard
  - Storslalom damer: Brigitte Köck